# Phenacolepas unguiformis
Phenacolepas unguiformis is een slakkensoort uit de familie van de Phenacolepadidae. De wetenschappelijke naam van de soort is voor het eerst geldig gepubliceerd in 1859 door Gould.